# Europeiska ombudsmannen
Europeiska ombudsmannen är en ombudsman inom Europeiska unionen med uppgift att ta emot och undersöka klagomål från allmänheten om missförhållanden inom unionens institutioner, organ eller byråer, med undantag för EU-domstolen när den utövar sin domstolsfunktion. Alla unionsmedborgare samt alla fysiska eller juridiska personer som är bosatta eller har sitt säte inom unionen kan vända sig till ombudsmannen för att klaga, en grundläggande rättighet enligt stadgan om de grundläggande rättigheterna. Ombudsmannen inleder vanligtvis undersökningar till följd av klagomål, men har också möjlighet att inleda undersökningar på eget initiativ.
Ombudsmannen utses av Europaparlamentet för en period av fem år i taget. Denna period kan förnyas. Europaparlamentet fastställer regler och allmänna villkor för ombudsmannens ämbetsutövning i enlighet med ett särskilt lagstiftningsförfarande. Ombudsmannen är dock helt oavhängig i sin ämbetsutövning och får varken begära eller ta emot instruktioner från någon regering eller någon av unionens institutioner, organ eller byråer.
Ombudsmannen som organ inrättades genom Maastrichtfördraget, som trädde i kraft den 1 november 1993. Europeisk ombudsman är Emily O'Reilly sedan den 1 oktober 2013. Ombudsmannen har sitt säte i anslutning till parlamentets säte i Strasbourg, Frankrike.
Utöver ombudsmannen finns det andra tillvägagångssätt för att driva klagomål inom unionen, däribland att göra en framställning till Europaparlamentet eller Europeiska kommissionen, att lägga fram ett europeiskt medborgarinitiativ eller att vända sig till Europeiska datatillsynsmannen.

## Historia
Genom Maastrichtfördraget, som trädde i kraft den 1 november 1993, inrättades en europeisk ombudsman med uppgift att ta emot och undersöka klagomål från allmänheten. Syftet var att stärka allmänhetens insyn i unionens institutioner, organ och byråer. Ombudsmannen skulle utses av Europaparlamentet, men parlamentet lyckades inte fullfölja utnämningsförfarandet förrän 1995. Enligt parlamentets arbetsordning kunde ombudsmannen nomineras av minst 29 ledamöter som kom från minst två medlemsstater. Parlamentet lyckades slutföra det första utnämningsförfarandet genom ett beslut den 12 juli 1995 om att utse Jacob Söderman till ombudsman.
I enlighet med fördraget skulle parlamentet utse en ny ombudsman efter valet 1999. Den 27 oktober 1999 beslutade parlamentet att utse Söderman på nytt. Söderman lämnade dock sitt uppdrag under 2003 och efterträddes av Nikiforos Diamandouros den 1 april 2003. Diamandouros omvaldes som ombudsman efter valet 2004 och valet 2009. Han meddelade emellertid sin avgång den 14 mars 2013. Emily O'Reilly valdes till ny ombudsman för tiden fram till valet 2014 vid parlamentets sammanträde i juli 2013. Den 16 december 2014 omvalde Europaparlamentet O'Reilly som ombudsman för tiden fram till 2019. Hon återvaldes för ytterligare en mandatperioden den 18 december 2019.

## Utnämningsförfarande
Europeiska ombudsmannen utses av Europaparlamentet med enkel majoritet vid början av parlamentets valperiod eller i övriga fall när befattningen är vakant. Endast unionsmedborgare får väljas till ombudsman. Nomineringar måste ha stöd av minst 40 ledamöter som kommer från minst två medlemsstater. En ledamot kan endast stödja en kandidat. Innan frågan tas upp till omröstning i kammaren behandlas alla kandidaturer i parlamentets ansvariga utskott. Därefter äger en sluten omröstning rum i kammaren förutsatt att minst hälften av parlamentets ledamöter närvarar. Om ingen kandidat erhåller en majoritet av de avgivna rösterna hålls en andra valomgång. Om inte någon kandidat erhåller en majoritet av de avgivna rösterna i den andra valomgången heller, avgörs valet i en tredje valomgång mellan de två kandidater som erhöll flest röster i den andra valomgången. Om båda dessa kandidater får lika många röster väljs den äldsta av dem. Efter att ha blivit vald måste ombudsmannen avlägga en ed inför EU-domstolen.
Ombudsmannen kan avsättas av domstolen på begäran av Europaparlamentet om han eller hon har gjort sig skyldig till allvarlig försummelse eller inte längre uppfyller kraven för att få vara ombudsman.

## Funktioner och befogenheter

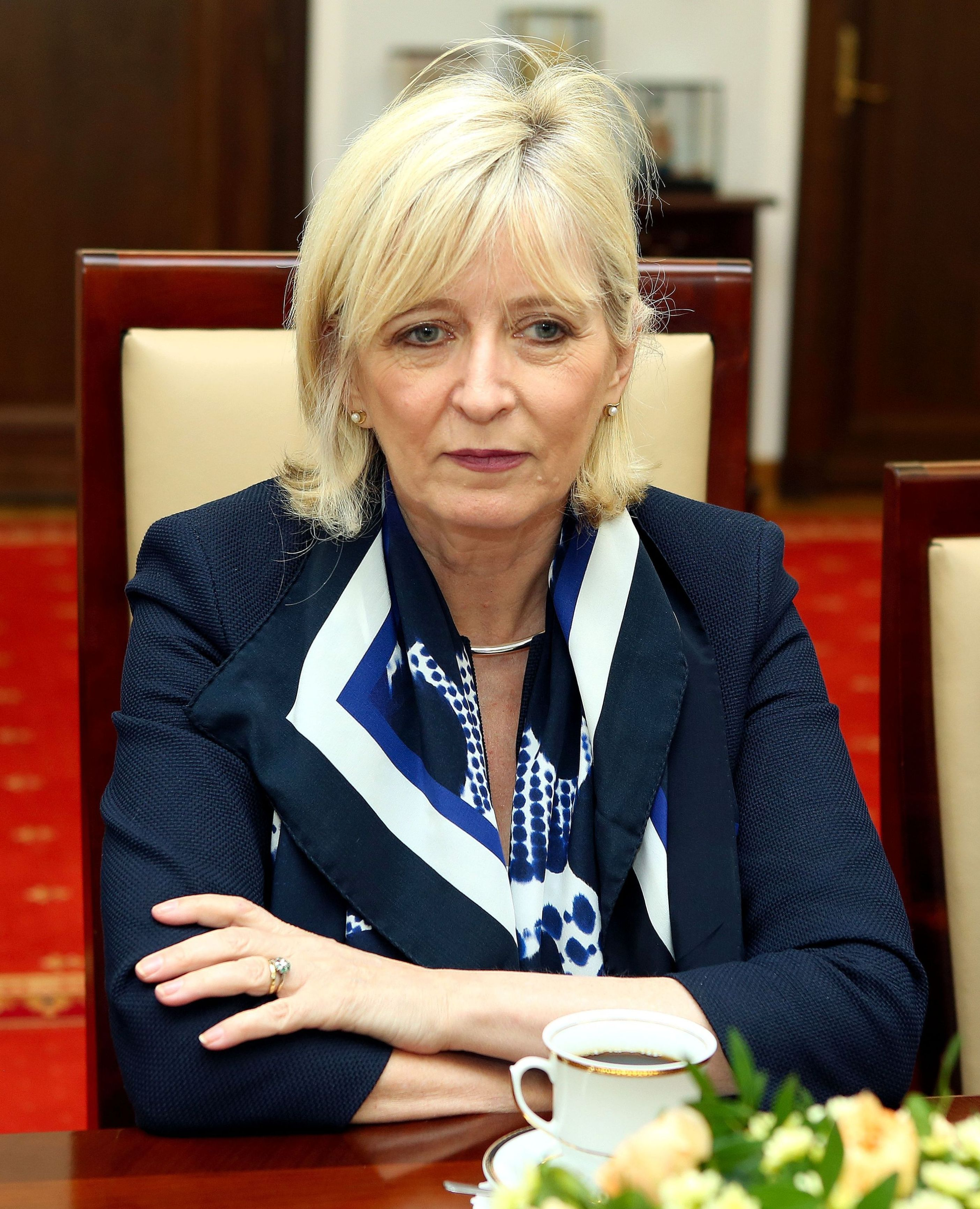
Emily O'Reilly är ombudsman sedan 2013.

Europeiska ombudsmannen undersöker klagomål från allmänheten om missförhållanden inom unionens institutioner, organ eller byråer, med undantag för EU-domstolen när den utövar sin domstolsfunktion. Alla unionsmedborgare samt alla fysiska eller juridiska personer som är bosatta eller har sitt säte inom unionen kan vända sig till ombudsmannen för att klaga, en grundläggande rättighet enligt stadgan om de grundläggande rättigheterna. Ombudsmannen inleder vanligtvis undersökningar till följd av klagomål, men kan också inleda undersökningar på eget initiativ eller på initiativ av en ledamot av Europaparlamentet. Dock får ombudsmannen inte företa undersökningar om klagomål som är eller har varit föremål för domstolsprövning. Ombudsmannen är helt oavhängig i sin ämbetsutövning och får varken begära eller ta emot instruktioner från någon regering eller någon av unionens institutioner, organ eller byråer.
Europeiska ombudsmannen har särskilt till uppgift att ta emot klagomål som rör tillämpningen av offentlighetsförordningen, till exempel om en person har fått avslag på sin ansökan om att få ta del av en handling vid någon av unionens institutioner, organ eller byråer.
Ombudsmannen vänder sig till den institution, det organ eller den byrå som är berörd om han eller hon finner att missförhållanden råder där. Institutionen, organet eller byrån har tre månader på sig att ge sina synpunkter på klagomålet. Ombudsmannen lämnar därefter en rapport till Europaparlamentet samt övriga berörda parter. Varje år presenterar ombudsmannen en sammanfattande årsrapport för Europaparlamentet om resultatet av alla klagomål.
Ytterligare bestämmelser om ombudsmannens ämbetsutövning antas av Europaparlamentet i enlighet med ett särskilt lagstiftningsförfarande efter samråd med Europeiska kommissionen och efter godkännande av Europeiska unionens råd. Sådana bestämmelser fastställdes ursprungligen i ett beslut från 1994, som ersattes av en förordning under 2021.

### Klagomålens karaktär
Enligt Europeiska ombudsmannens årsrapport 2020 fick 20 302 personer hjälp av ombudsmannen under det året. Totalt 2 148 klagomål, 1 262 frågor och 16 892 råd hanterades av ombudsmannen under detta år. Den största delen av alla klagomål (1 420 av 2 148, motsvarande 66,1 procent) låg dock utanför ombudsmannens befogenheter. Sammanlagt inleddes 370 nya undersökningar, medan 394 undersökningar avslutades. Av de klagomål som undersöktes avklarades undersökningen inom ett år i 92 procent av fallen (med en genomsnittstid på under fem månader), vilket var avsevärt bättre än 2013, då motsvarande siffra var 59 procent (med en genomsnittstid på tretton månader). I 47,5 procent av fallen påträffades inga administrativa missförhållanden, medan i 44,2 procent av fallen löste sig problemen genom samarbete med den berörda institutionen. I 7,9 procent av fallen ansågs ingen ytterligare undersökning nödvändig, medan endast i 1,5 procent av fallen ansågs bestående administrativa missförhållanden föreligga. Mer än hälften av alla klagomål (56,8 procent) rörde Europeiska kommissionen.